# Acropteris vacuata
Acropteris vacuata är en fjärilsart som beskrevs av Warren. Acropteris vacuata ingår i släktet Acropteris och familjen Uraniidae. Inga underarter finns listade i Catalogue of Life.